# 17e corps de réserve (Empire allemand)
Pour les articles homonymes, voir 17e corps d'armée.
Le 17e corps de réserve est une grande unité de l'armée de l'Empire allemand, qui est initialement connue sous le nom de corps Graudenz ou de corps Zastrow. Il est absorbé par le 67e corps (de).

## Structure
Le corps est formé au début de la guerre à partir des troupes de la forteresse de Graudenz et est structuré comme suit :
- Division Wernitz
- Division Breugel

## Histoire
Le 12 septembre 1914, le général d'artillerie Ernst von Zastrow (de) devient le premier commandant du corps Zastrow de l'armée prussienne, établi dans la région de Graudenz et concentré sur la Drewenz. Le 21 juillet 1915, le corps Zastrow devient le 17e corps de réserve. Pendant la seconde bataille de Przasnysz (du 13 au 15 juillet 1915), le corps couvre l'aile droite du groupe d'armée Gallwitz, rebaptisé plus tard 12e armée a été renommée. Après la percée du groupe d'armée Gallwitz sur la Narew, le groupe Suren et les 14e (de) et 85e division de Landwehr avancent jusqu'au 15 juillet vers le secteur de Lydynia. À la mi-juillet 1915, le 17e corps de réserve, le corps Dickhuth (réserve principale de Thorn) et plusieurs brigades de Landwehr sont engagés contre la forteresse de Nowogeorgiewsk. Le 20 juillet 1915, le général commandant du 3e corps de réserve (de) prend le commandement du groupe d'armées Beseler (de) désigné à cet effet. La 85e division de Landwehr et la brigade saxonne Pfeil sont subordonnées au 17e corps de réserve sous les ordres du lieutenant-général Surén, qui se charge de détruire le front nord-ouest et avance vers la forteresse entre Płońsk et Ciechanów. Au début du siège, environ 90 000 soldats (commandement général russe du 28e corps) se trouvent dans la forteresse sous le commandement du commandant de la forteresse Nikolaï Pavlovitch Bobyr avec 1600 pièces d'artillerie. Le 13 août, après une préparation d'artillerie de plusieurs heures contre les ouvrages extérieurs, la bataille commence. Au soir du 20 août 1915, la forteresse est entièrement en possession des troupes allemandes.
Le lieutenant-général Reinhard von Scheffer-Boyadel est nommé successeur de Surén au poste de général commandant le 17e corps de réserve, qui fait désormais partie de la 9e armée. Engagé dans la région de Nowogrodek, le corps a sous ses ordres les 5e et 49e divisions de réserve ainsi que la 84e division d'infanterie.

### Détachement d'armée Scheffer
Le 9 octobre 1916, la 12e armée est dissoute, et le commandement du 17e corps de réserve donne naissance au détachement d'armée Scheffer, qui reprend maintenant l'ancien secteur de front de l'AOK 12 dans la région de Lida. Le nouveau 57e corps (de) (Groupe Frommel), inséré à l'aile gauche du 17e corps de réserve, prolonge le front vers le nord jusqu'à Krewo. En avril 1917, le 66e corps (de) est ajouté à l'aile droite du détachement d'armée Scheffer, et le « Groupe Held » prend la direction de l'aile sud dans la région de Nowogrodek.
Le détachement d'armée Scheffer est dissous à la mi-septembre 1917 et l'état-major du détachement est utilisé pour former l'AOK 14. La section de front du groupe d'armée est ensuite appelée "section Lida". Le nouveau 67e corps (de), issu de l'état-major du 17e corps de réserve et subordonné à la 10e armée, dirige désormais cette section.

## Général commandant
| Grade                  | Nom                           | Date                                   |
| ---------------------- | ----------------------------- | -------------------------------------- |
| General der Artillerie | Ernst von Zastrow (de)        | 12 septembre 1914 au 24 septembre 1915 |
| Generalleutnant        | Karl Surén                    | 25 septembre 1915 au 2 septembre 1916  |
| Generalleutnant        | Reinhard von Scheffer-Boyadel | 3 septembre 1916 au 17 septembre 1917  |